# Саммит Лиги арабских государств (2022)
Саммит Лиги арабских государств в Алжире — XXXI саммит Лиги арабских государств, состоявшийся в городе Алжир 1-2 ноября 2022 года. Саммит должен был пройти ещё в 2020 году там же, но был отложен из-за пандемии коронавируса.
Алжир принял саммит в четвёртый раз. В данном мероприятии были представлены все страны Арабского мира, за исключением Сирии, членство которой было приостановлено с 2011 года из-за продолжающегося кризиса. Дата этого саммита совпала с годовщиной начала Алжирской освободительной революции.

## Итоговая декларация
По итогам работы Арабского саммита 2022 года в Алжире был издан документ под названием «Алжирская декларация», в который вошли несколько рекомендаций и решений, в частности:
Вопросы по Палестине
- Акцентировалось внимание на центральной роли палестинского вопроса и абсолютной поддержке прав палестинского народа.
- Подчеркивалась приверженность Арабской мирной инициативе.
- Выражалась необходимость продолжать усилия по защите города Иерусалима и его святынь.
- Выражалась поддержка в пользу полноправного членства в Организации Объединённых Наций Государства Палестина.

Арабский вопрос
- Было постановлено продолжать работать над укреплением совместных арабских действий по защите национальной безопасности арабских стран в её всеобъемлющем смысле и во всех её измерениях.
- Отказ от любых форм внешнего вмешательства во внутренние дела арабских стран.
- Выражалась полная солидарность с ливийским народом и поддерживались усилия, направленные на прекращение ливийского кризиса.
- Подчеркивалась поддержка законного правительства Йемена и благословлялось формирование Совета президентского руководства.
- Поддерживались усилий по поиску политического решения йеменского кризиса в соответствии с утвержденным кругом ведения и подчеркивалась необходимость возобновления перемирия.
- Арабские страны играют ведущую коллективную роль в содействии усилиям по достижению политического решения сирийского кризиса.
- Приветствовалось оживление конституционной жизни в Ираке, включая формирование правительства.
- Возобновлялась солидарность с Ливаном, чтобы сохранить его безопасность и поддержать его шаги по распространению своего суверенитета на его сухопутные и морские территории.
- Подчеркивалась необходимость создания на Ближнем Востоке зоны, свободной от ядерного оружия и оружия массового уничтожения.

## Участники
Страны
- Алжир
- Бахрейн
- Коморы
- Джибути
- Египет
- Ирак
- Иордания
- Кувейт
- Ливан
- Ливия
- Марокко
- Мавритания
- Оман
- Государство Палестина
- Катар
- Саудовская Аравия
- Сомали
- Судан
- Тунис
- Объединённые Арабские Эмираты
- Йемен

Международные организации
- Организация Объединённых Наций
- Африканский союз
- Организация исламского сотрудничества

Приглашенные гости
- Ильхам Алиев - Президент Азербайджанской Республики[1]